# San Rafaelito de Suponema
San Rafaelito de Suponema ist eine Ortschaft im Departamento Santa Cruz im südamerikanischen Andenstaat Bolivien.

## Lage
San Rafaelito de Suponema ist der zweitgrößte Ort des Cantón Santa Ana de Velasco im Municipio San Ignacio de Velasco in der Provinz José Miguel de Velasco. Die Ortschaft liegt auf einer Höhe von 393 m in der Region Chiquitanía, einer streckenweise noch unberührten Hügellandschaft.

## Geographie
San Rafaelito de Suponema liegt im bolivianischen Tiefland in der Region zwischen Santa Cruz und der brasilianischen Grenze. Das Klima der Region ist ein semi-humides Klima der warmen Tropen.
Die monatlichen Durchschnittstemperaturen schwanken im Jahresverlauf nur geringfügig zwischen 20,9 °C im Juni und 26,6 °C im Oktober, wobei sie zwischen September und März fast konstant oberhalb von 25 °C liegen (siehe Klimadiagramm San Ignacio de Velasco). Das Temperatur-Jahresmittel beträgt 24,5 °C. Die jährliche Niederschlagsmenge liegt im langjährigen Mittel bei 1200 mm. Drei Viertel des Niederschlags fallen in der Regenzeit von November bis März, während in der Trockenzeit in den ariden Monaten Juni bis August weniger als 30 mm pro Monat fallen.

## Verkehrsnetz
San Rafaelito de Suponema liegt in nordöstlicher Richtung 455 Straßenkilometer von Santa Cruz entfernt, der Hauptstadt des Departamentos.
Von Santa Cruz aus führt die asphaltierte Nationalstraße Ruta 4 über 57 Kilometer in nördlicher Richtung über Warnes nach Montero. Hier trifft sie auf die Ruta 10, die über eine Strecke von 279 Kilometern nach Osten führt und die Ortschaften San Ramón, San Javier und Santa Rosa de Roca als Asphaltstraße durchquert. Auf den restlichen 60 Kilometern bis zur Provinzhauptstadt San Ignacio de Velasco ist die Straße unbefestigt, ebenso auf ihrem 310 Kilometer langen weiteren Weg nach Osten entlang der brasilianischen Grenze über San Vicente de la Frontera nach San Matías und weiter in die brasilianische Stadt Cáceres.
Von San Ignacio aus führt eine unbefestigte Landstraße nach Südosten, die nach 45 Kilometern Santa Ana de Velasco erreicht und von dort weiter in südlicher Richtung in das 23 Kilometer entfernte San Rafael führt. Von Santa Ana aus liegt San Rafaelito de Suponema zehn Kilometer nördlich auf unbefestigten Pisten.

## Bevölkerung
Die Einwohnerzahl der Ortschaft ist in dem Jahrzehnt zwischen den beiden letzten Volkszählungen um etwa ein Viertel angestiegen:
| Jahr | Einwohner         | Quelle       |
| ---- | ----------------- | ------------ |
| 1992 | keine Detaildaten | Volkszählung |
| 2001 | 373               | Volkszählung |
| 2012 | 459               | Volkszählung |